# Charles D. King
Charles D. King (* 20. Jahrhundert) ist ein US-amerikanischer Filmproduzent.
King machte 1996 einen Abschluss an einer Law School. Er arbeitete, als erster Afroamerikaner überhaupt, annähernd zwanzig Jahre im Filmbereich von William Morris Endeavor, die auch als William Morris Agency bekannt ist.
2015 gründete King die Produktionsfirma Macro, die sich in erster Linie um die Förderung von Schreibtalenten sonst im Filmgeschäft unterrepräsentierter Herkunft bemüht. Die Firma wird von privaten Investoren finanziert. Unter dem Namen M88 ist sie auch im Management aktiv. Seither war King an rund zwei Dutzend Film- und Fernsehproduktionen als Produzent oder Ausführender Produzent beteiligt.
Für Mudbound (2017) war King mit anderen Kollegen bei den Awards Circuit Community Awards, den Black Reel Awards und für den OFTA Film Award nominiert. Der 2018 veröffentlichte Sorry to Bother You brachte ihm 2019 den Independent Spirit Award ein, außerdem eine Nominierung für den Gotham Award. Für Judas and the Black Messiah wurde er 2021 gemeinsam mit Ryan Coogler und Shaka King für den Oscar in der Kategorie Bester Film nominiert. Hinzu kam die Nominierung für den Black Reel Award und den Producers Guild of America Award.

## Filmografie (Auswahl)
- 2017: Mudbound
- 2018: Sorry to Bother You
- 2020: Tigertail
- 2020: Really Love
- 2021: Judas and the Black Messiah
- 2023: Young. Wild. Free.
- 2023: They Cloned Tyrone